# Йон Арасон
Йон А́расон (ісл. Jón Arason; 1484 — 7 листопада 1550, Скалгольт, Ісландія) — останній римо-католицький єпископ Ісландії до запровадження протестантизму, обезголовлений лютеранськими противниками католицизму, народний герой. Єпископ Йон був автором чудової релігійної та сатиричної поезії. Він теж вважається засновником друкарства в Ісландії і є предметом багатьох романів та вистав новітніх ісландських письменників.

## Життєпис

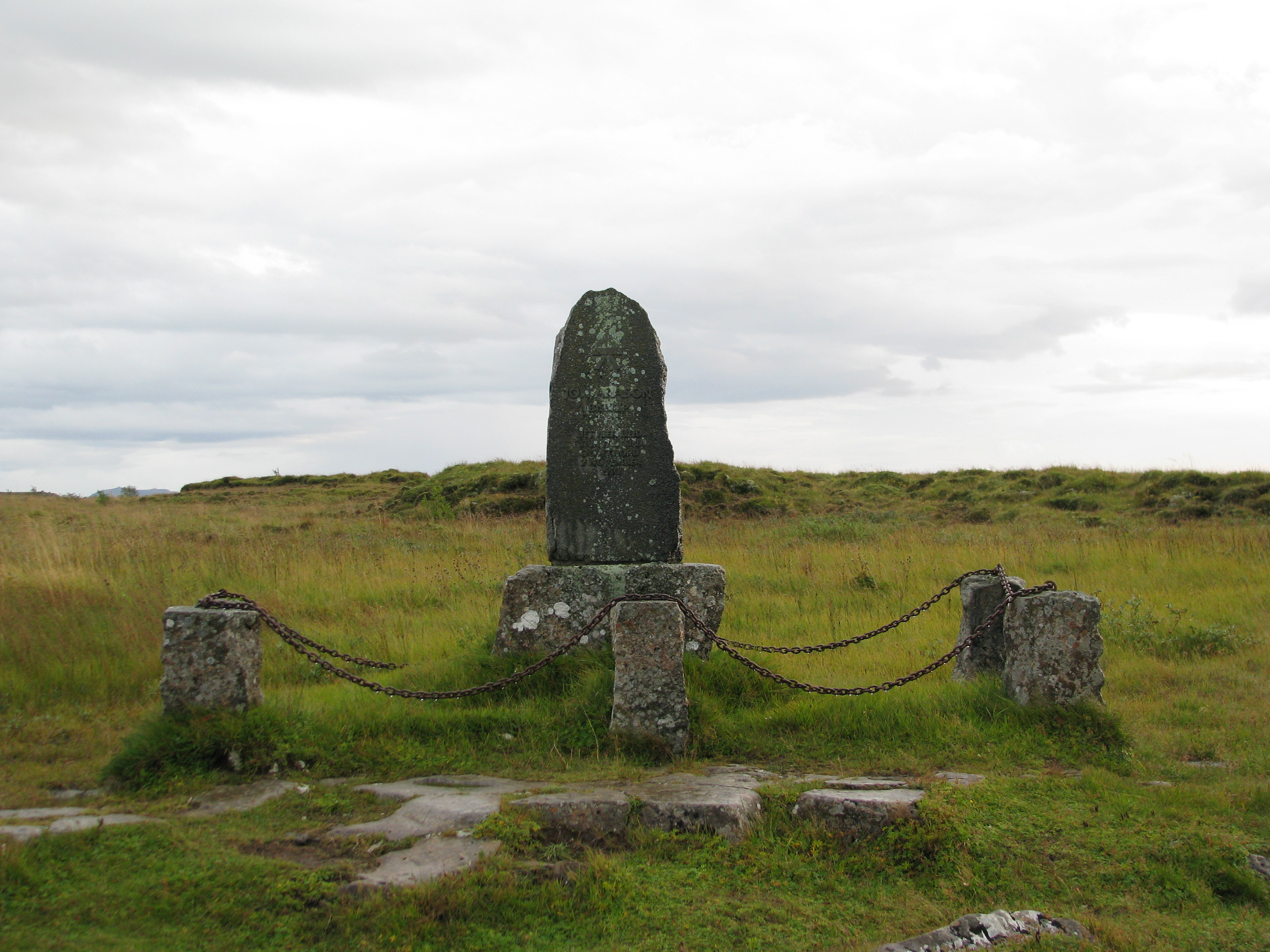
Меморіал у с. Скалгольт, на місці страти Йона Арасона та його синів через обезголовлення

Йон Арасон рукопокладений у сан єпископа Гоуляра своїм архієпископом в митрополичому центрі Нідароса (сьогодні Тронгейм), у Норвегії у 1524 році. Він був звичайним ісландцем і людиною надзвичайних талантів, хоча з бідним знанням латини, та відверто ігноруючи закон целібату. Він був повністю відданим справі церкви, але був скоріш військовим проводирем, а ніж єпископом. Крістіан III, король Данії, наказавши змінити релігію в Ісландії, у 1538 році, зустрів там спротив Оґмюндура Палссона, єпископа Скалгольту, а також опозицію Арасона. Оґмюндур Арасон, який був сліпим та старим, був ув'язнений Крістоффером Гуітфельдтом, королівським лідером, та взятий до Данії, де він помер у 1542 році. Його наступники були вже нові лютеранські єпископи. Лідерство над католиками таким чином перейшло на єпископа Гоуляра, Йона Арасона. Він витримав оборону до 1548, коли єпископський престол залишився вакантним зі смертю відступника Ґіссура Ейнарссона. В той час Йон Арасон йде в наступ, щоби зайняти керівництво діоцезією Скалгольта у католицькому дусі, та назначити католика тамтешнім єпископом.

## Мученицька смерть: обезголовлення Йона Арасона

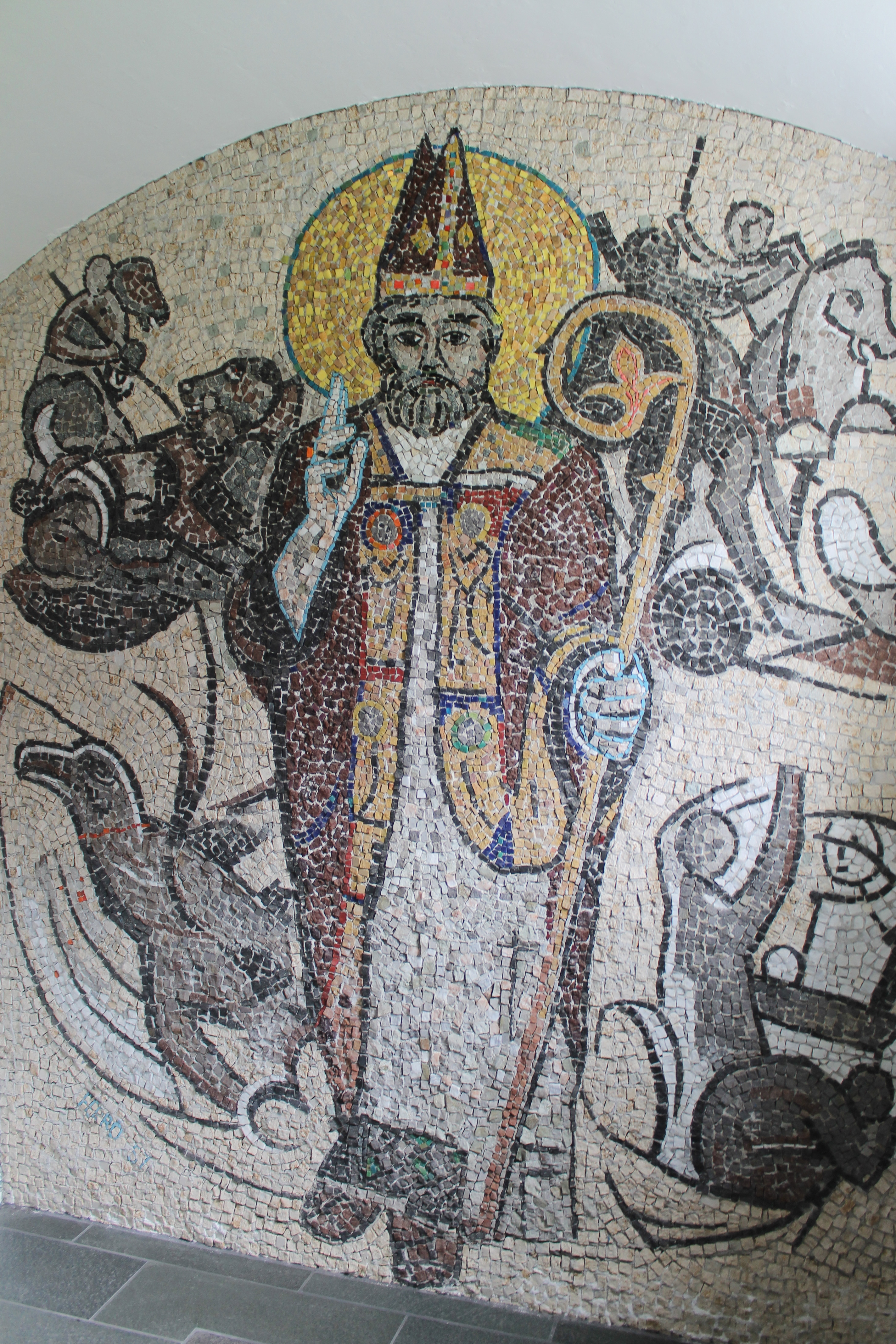
Мозаїка із зображенням Йона Арасона на стіні вежі катедрального храму в Голарі

Мартейнн Ейнарссон повернувся з Данії, будучи підтвердженим в сані єпископа королем, щоби дати відсіч Арасону. Але Арасон взяв його в полон. Хоча будучи звільненим та проголошеним «незаконником» королем, сам Йон Арасон був втішеним та підбадьореним листом від Папи Павла III, в якому йшлося про те, щоби він продовжував викорінення єресі. Його енергія та завзяття не знали меж. У спробі захопити свого найбільшого противника Даді Ґудмюндссона, він сам був взятий у полон і переданий до королівського уповноваженого Крістіана Скрівера та його прихильників наступного року.
Лютеранський єпископ, Мартейнн Ейнарссон, був звільнений, і негайно без жодного формального суду було погоджено обезголовлення Арасона і його двох синів Аре та Бйорна, які були завзятими союзниками свого батька. По світанні, в поранні години 7 листопада 1550 року Йон Арасон та його сини правник Аре та священик Бйорн були поведені до страти в єпископському центрі Ісландії — Скалгольті. Батько на своїх очах порежив відсічення голів своїх двох синів. Голова Аре була відрубана одним ударом сокири, голова Бйорна — після чотирьох усікнень і наостанку впала голова батька — після семи ударів сокири.
Деякі рибалки відомстили за смерть єпископа, вбиваючи наступного року Крістіана Скрівера і його прихильників. Тіло Арасона тоді перенесли зі Скалгольта до Гоуляра. Люди, як знак його шанування, вибрали наступником його сина Йона. Але вибір не дістав підтвердження. Протестантизм в час, коли католицизм не мав лідера, не зустрів відкритої опозиції. Люди, однак, продовжували плекати віру батьків протягом довгого часу і вважали Арасона народним героєм та мучеником. П'ять лютеранських єпископів Скайлю та три Гоуляра були його нащадками, і в новітні часи, серед новонавернених католиків в католицькій місії була жінка, нащадок героя єпископа.